# ¡Cómo el Grinch robó la Navidad!
¡Cómo el Grinch robó la Navidad! (en inglés: How the Grinch Stole Christmas!) es un libro infantil escrito por el Dr. Seuss en versos con rima e ilustraciones del mismo autor, y publicado por Random House en 1957. El libro critica la visión de la Navidad como algo comercial y satiriza a aquellos que obtienen beneficios explotando la época navideña.
Fue adaptado al español por la traductora Yanitzia Canetti. Esta adaptación fue publicada en 2000 por Lectorum Publications, una división de la editorial Scholastic Corporation.

## Reseña
El Grinch es una criatura peluda y cascarrabias con un corazón "dos tallas menor" que vive en una cueva en lo alto de una montaña, de 3000 pies (910 metros) al norte de Villaquién, el hogar de los felices y afectuosos Quien. Su única compañía es su fiel perro, Max. Desde su guarida, en lo alto del Monte Crumpit, el Grinch puede oír los ruidosos preparativos navideños que tienen lugar en Villaquien. Envidioso de la alegría de los Quien, planea bajar al pueblo, y robar todos los adornos y regalos navideños y así impedir que llegue la Navidad. Sin embargo, descubre que, a pesar de haber conseguido robar todos los regalos y adornos de los Quien, la Navidad llega igualmente. Entonces se da cuenta de que la Navidad es mucho más que regalos, adornos y banquetes. Su corazón se hace tres veces más grande, devuelve todos los regalos y adornos, y es recibido afectuosamente en la comunidad de los Quien.

## Adaptaciones
Chuck Jones hizo una película de dibujos animados en 1966, narrada por Boris Karloff, que también dobló la voz del Grinch. La película suele ser emitida en la televisión estadounidense en Navidad.
Muchos creen que el Grinch está basado en el amigo de la infancia de Seuss, George Skerrett, que era conocido por su comportamiento gruñón y sus rasgos estilo Grinch.
En 1975, Zero Mostel narró un LP de la historia.
El libró fue traducido al latín como Quomodo Invidiosulus Nomine Grinchus Christi Natalem Abrogaverit: How the Grinch Stole Christmas in Latin por Jennifer Morrish Tunberg con la ayuda de Terence O. Tunberg en 1997.
Una versión teatral fue representada en el Old Globe Theatre de San Diego, en 1998. También fue representada en Broadway y realizó un tour por Estados Unidos en 2008.
Se hizo una película basada en el libro en 2000 protagonizada por Jim Carrey.
El Grinch volvió a aparecer en las películas de dibujos Halloween Is Grinch Night y The Grinch Grinches the Cat in the Hat, basadas en los personajes de Seuss.
El Grinch tiene una película animada por ordenador que se estrenó el 9 de noviembre de 2018, producida por Illumination Entertainment.